# Grand-duc de Coromandel
Bubo coromandus
Espèce
Statut de conservation UICN

 LC  : Préoccupation mineure
Statut CITES
Le Grand-duc de Coromandel (Bubo coromandus) ou grand-duc sombre, est une espèce de rapaces nocturnes de la famille des Strigidae. C'est un hibou d'assez grande taille que l'on retrouve dans une partie du sous-continent indien et dans le nord de l'Asie du Sud-Est. Il doit son nom à la côte de Coromandel en Inde.

## Distribution et statut

### Répartition et habitat
Cet oiseau vit dans l'ouest de la Birmanie, dans le sud de la Chine, en Inde, au Bangladesh, au Pakistan, en Malaisie et au Népal.
Il affectionne les massifs forestiers qui offrent la présence d'eau à proximité. Il s'installe aussi fréquemment dans les plantations, les rizières, et près des constructions humaines. Il évite les zones semi-désertiques ou au climat trop rude et généralement ne s'établit que dans les plaines.

### Statut
Il n'est pas menacé au niveau de l'ensemble de son aire de répartition. Il est même assez répandu en Inde et dans la péninsule malaise. Il est en revanche rare au Népal et au Bangladesh, où les populations sont peu nombreuses et très localisées. De même, il est très rare en Birmanie et en Chine.

## Description
Les Grand-ducs de Coromandel sont assez grands. En effet, la longueur de ce Grand-duc est généralement comprise entre 48 et 53 cm. On suppose que, comme chez un grand nombre de rapaces nocturnes, la femelle est plus lourde que le mâle, mais aucun relevé de poids n'est venu établir ce fait à ce jour.
Le plumage de l'oiseau adulte est à dominante brune. Les parties supérieures peuvent tirer sur le gris-cendré et le brun-sable ou plus sombre. Elles sont rayées de noirâtre et de brun plus clair ou plus foncé. Néanmoins, l'aspect du plumage est généralement assez uni. La poitrail est jaunâtre très clair avec des stries brunes ou cannelle plus foncées que le reste du plumage.
La tête est grosse, avec des aigrettes proéminentes et souvent bien dressées. Il est à noter que ces aigrettes n'ont absolument aucun rôle auditif, mais servent simplement à exprimer des émotions. Le disque facial est délimité par une fine bordure de plumes plus sombres. Les yeux sont jaune-orangé, le bec est légèrement bleuté avec une terminaison ivoire. Les pattes sont emplumées et les serres sont acérées et cendrées.
Les poussins sont entièrement blancs avec un duvet court et épars. Les juvéniles sont à double teinte, le plumage est brun roussâtre tandis que la tête et le cou sont d'un gris délavé.

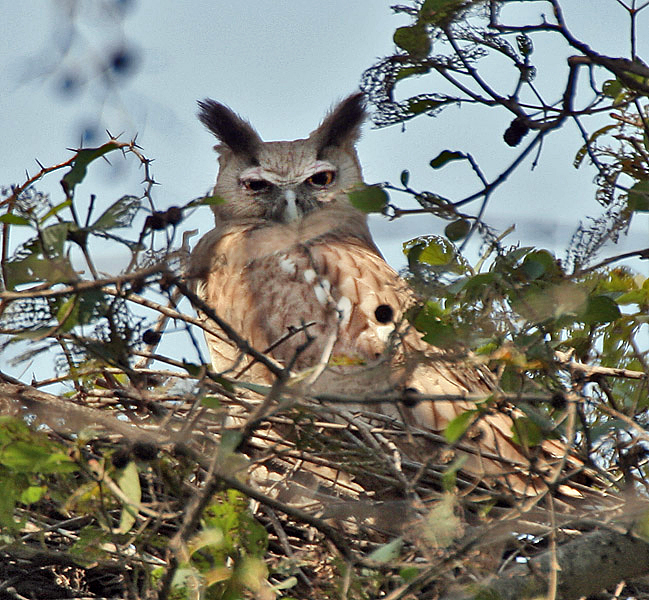
Grand-duc de Coromandel au Rajasthan en Inde.

Plusieurs autres espèces de grands hiboux partagent en partie son aire de répartition et peuvent entraîner des difficultés pour l'identification. Notamment le Grand-duc indien, qui est plus diversement barré de fauve, de brun et de noir, le Grand-duc du Népal, plus grand est moins répandu et est plus fortement strié de blanc et de noir, ou encore les kétoupas malais, brun et roux, mais qui sont généralement plus grands, avec une silhouette plus imposante et ayant une teinte nettement plus rousse.

## Comportement

### Régime alimentaire
Le Grand-duc de Coromandel a un régime alimentaire assez varié. En effet, il capture aussi bien des petits mammifères que des oiseaux, des reptiles, des poissons ou encore des invertébrés, par exemple de grands insectes.
Il est intéressant de noter que ce rapace n'est pas spécialement nocturne et qu'il n'est pas rare de le voir chasser et chanter aussi bien la nuit qu'en pleine journée.

### Reproduction

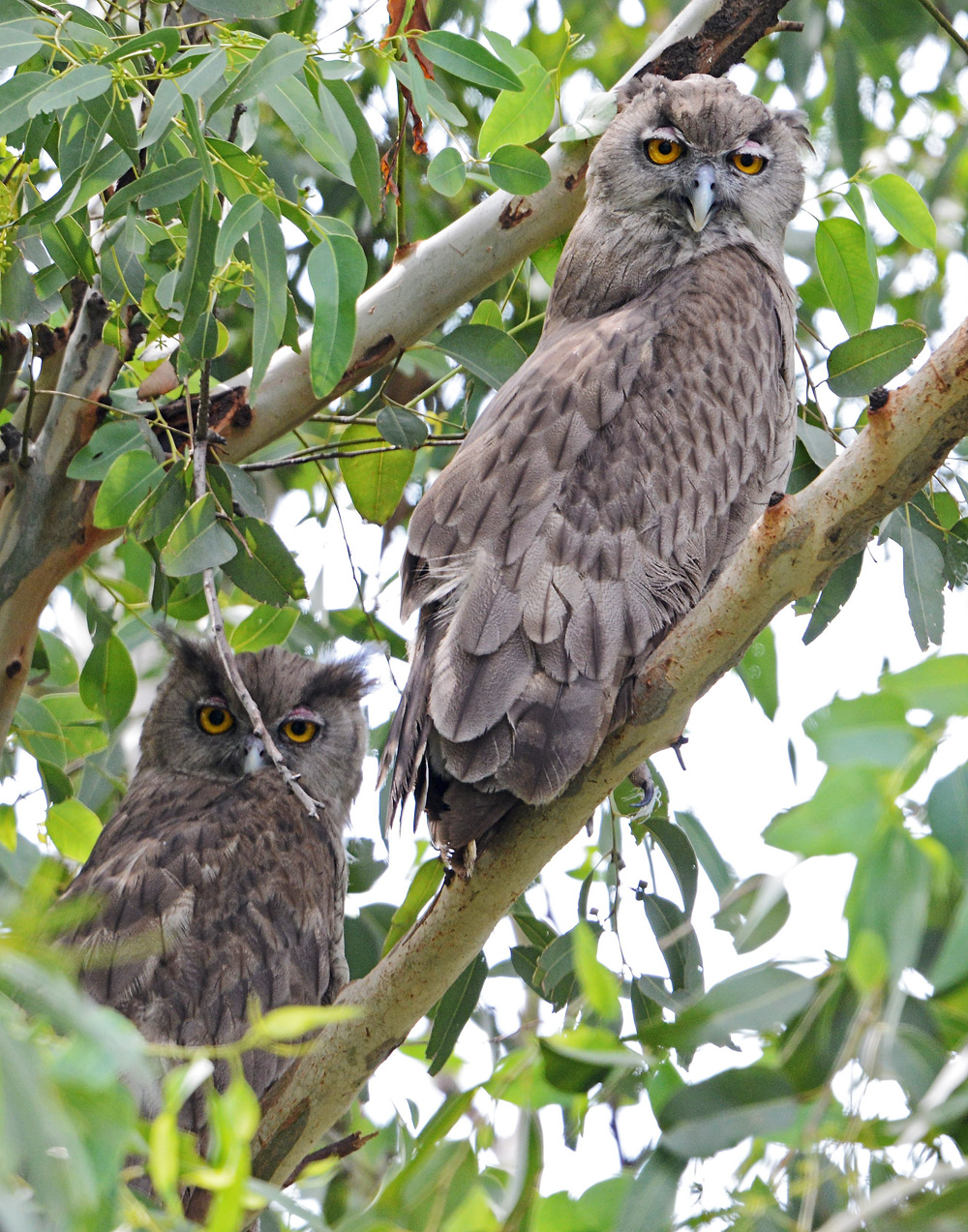
Un couple de Grand-ducs de Coromandel.

La nidification et la ponte ont lieu entre novembre et avril[réf. souhaitée].
Le nid est fait de branches entremêlées dans la fourche du tronc d'un grand arbre de préférence à proximité de l'eau. Parfois, ce Grand-duc utilise des constructions humaines comme des habitations abandonnées pour nicher. Les couples restent généralement unis et attachés au même site de ponte[réf. souhaitée].

## Sous-espèces
D'après la classification de référence (version 14.1, 2024) de l'Union internationale des ornithologues, le Grand-duc de Coromandel possède 2 sous-espèces (ordre philogénique) :
- Ketupa coromanda coromanda (Latham, 1790) : présente sur le sous-continent indien (Pakistan, Inde, et Bangladesh).
- Ketupa coromanda klossii (Robinson, 1911) : présente enMalaisie, et dans les quelques foyers de population de l'ouest de la Birmanie et du sud-est de la Chine. Elle est généralement plus foncée.